# 8992 Magnanimity
A 8992 Magnanimity (ideiglenes jelöléssel 1980 TE7) a Naprendszer kisbolygóövében található aszteroida. A Bíbor-hegyi Obszervatórium fedezte fel 1980. október 14-én.